# Vitalij Skakun
Vitalij Skakun (19. srpna 1996, Berežany – 24. února 2022, Heničesk) byl ukrajinský mariňák a válečný hrdina, který se svým hrdinským činem zasloužil o záchranu ukrajinského města Cherson. Skakun za cenu vlastního života odpálil most, který byl jediným přístupovým bodem do města ze strany útoku.

## Život
Během ruské invaze Ukrajiny byl Skakunův prapor nasazen ke střežení mostu u obce Heničesk, aby zpomalil postup invazních ruských jednotek na sever z okupovaného Krymského poloostrova. Kvůli nečekaně rychlému a tvrdému útoku ruských vojsk po celé Ukrajině neměla téměř žádná ukrajinská posádka dostatek času na přípravu obrany. Taktéž tomu bylo v Chersonské oblasti, ke které se blížila kolona ruských bojových vozidel také na východě přes Heničesk. Jediný možný způsob, jak zastavit postup těchto jednotek, byl zničit místní most. Vitalij Skakun se tedy dobrovolně přihlásil k umístění výbušnin na most, který umožňoval průjezd do Chersonské oblasti z Krymu na východě. Po umístění a aktivování výbušnin již neměl Vitalij Skakun kvůli nečekaným problémům dostatek času na to, aby se stáhl z mostu. Celou situaci před osudným incidentem ještě stihl řádně popsat svým kolegům vojákům. Krátce na to došlo k explozi výbušnin, které zdemolovaly most a taktéž usmrtily Vitalije. Tímto hrdinským činem výrazně zpomalil postup ruských nepřátelských jednotek, které musely použít delší trasu, a získal potřebný čas pro lepší a strategičtější rozmístění ukrajinských vojenských jednotek v oblasti.

## Ocenění
Ukrajinští úředníci hned po jeho smrti začali pracovat na udělení posmrtných vojenských vyznamenání Skakunovi.
Dne 26. února 2022 byl Skakunovi prezidentem Volodymyrem Zelenským in memoriam udělen titul Hrdina Ukrajiny.
Zastupitel Prahy 6 za STAN Libor Bezděk navrhl dne 28. února 2022 pojmenovat most v ulici Korunovační, kde sídlí velvyslanectví Ruské federace, jako most Vitalije Skakuna. Zastupitelstvo Prahy 6 návrh schválilo a postoupilo k dalšímu posouzení radě hlavního města Prahy, v jejíž kompetenci pojmenovávání je.